# هوانغ تي-سونغ
هوانغ تي-سونغ (هانغل: 황대성) هو لاعب كرة قدم كوري جنوبي في مركز الدفاع، ولد في 20 ديسمبر 1989 في غونما في اليابان. لعب مع نادي كيوتو سانغا.

## وصلات خارجية
- هوانغ تي-سونغ على موقع رابطة كرة القدم اليابانية للمحترفين (اليابانية)